# Fibromyalgie
Fibromyalgie is een niet-gewrichtsgebonden ziektebeeld. Kenmerkend zijn spierpijn en drukpijnlijke punten verspreid over het lichaam. De spierpijn wordt doorgaans heviger na overbelasting of blootstelling aan kou. Het syndroom gaat vaak gepaard met verschillende algemene klachten zoals slaapstoornissen, vermoeidheid, spierstijfheid en hoofdpijn.

## Etymologie
De naam fibromyalgie komt van 'fibra' (vezel), 'mus' (spier) en 'algos' (pijn) en betekent dus letterlijk 'pijn van spieren en vezel(ig bindweefsel)'. Om onderscheid te maken met de ziekte reumatoïde artritis wordt het ook wel weke-delenreuma genoemd. Bij fibromyalgie worden echter meestal geen ontstekingen gevonden.

## Kenmerken van fibromyalgie
- Diffuse pijn in de omgeving van de gewrichten, met name op de aanhechtingsplaatsen van de spieren aan de pezen.
- Stijfheid, met name 's ochtends (zo'n 1 à 2 uur) en na lange periodes staan, zitten of liggen in dezelfde houding.
- Vermoeidheid.
- Concentratiestoornissen en problemen met het korte- en langetermijngeheugen.
- Eerder genoemde klachten nemen toe bij spanning of overbelasting. Meestal nemen de klachten dan niet direct toe, maar vaak pas 's avonds of de volgende dag. De klachten nemen ook toe bij vocht, kou en vooral bij een combinatie van beide.
- Slaapproblemen.
- Darmproblemen.
- Bloedonderzoek of röntgenfoto's wijzen niet op een ziekteproces of abnormale slijtage. Fibromyalgie wordt dan ook meestal vastgesteld door een uitgebreid vraaggesprek en vaststellen van het aantal zogenoemde tenderpoints.[1] Doorgaans ontstaan de klachten spontaan en verergeren ze geleidelijk aan. Ook in een later stadium is er niets dat wijst op een slijtageproces, ontstekingen of andere beschadigingen in het lichaam.

## Epidemiologie
Fibromyalgie komt bij 1 tot 2 procent van de bevolking voor. Volgens schattingen van onderzoekers wordt bij 5 tot 15 procent van de nieuwe patiënten op een reumatologische kliniek de diagnose fibromyalgie gesteld. Fibromyalgie komt het meest voor bij vrouwen (ongeveer 90 procent van de patiënten is vrouw). Het syndroom openbaart zich meestal tussen het 25e en 40e levensjaar.

## Mogelijke oorzaken
De oorzaak voor fibromyalgie is volgens gangbare medische normen nog niet bekend. Een studie uit 2003 suggereerde een verband met verstoring van de neuro-endocriene functies. Er is consensus dat er vrijwel altijd sprake is van langdurig fysieke en/of geestelijke overbelasting, elkaar al dan niet in de hand werkend.
Enkele andere mogelijke oorzaken die in de literatuur worden genoemd zijn:
- Een virale of bacteriële infectie
- Een zware bevalling
- Erfelijkheid. Fibromyalgie komt soms in dezelfde families, als een soort "cluster", voor.[7] De thans geldende gedachte is echter dat fibromyalgie niet erfelijk is.

Amerikaanse neurowetenschappers onderzochten de huid op de handen van een kleine groep fibromyalgie-patiënten en van een controlegroep. Ze zagen bij fibromyalgiepatiënten een zeer grote hoeveelheid van een specifiek type zenuwvezels op de zogenaamde glomusbody (in het bijzonder de arteriool-venule shunt) (glomusbody is een onderdeel van de dermislaag van de huid en betrokken bij de regulering van de lichaamstemperatuur). Dit kan de oorzaak zijn van spierpijn en andere pijn en ook van oververmoeidheid, meent neurowetenschapper Frank L. Rice (2013).1 De onderzochte groep was te klein voor definitieve uitspraken.
Onderzoekers van het King’s College London vonden dat het kan worden veroorzaakt door een auto-immuunreactie die de activiteit van pijngevoelige zenuwen door het hele lichaam verhoogt. Meer onderzoek is nodig.

## Behandeling

### Pijnstillers
In de meeste gevallen zal de huisarts of reumatoloog zo mild mogelijk zijn in het voorschrijven van pijnmedicatie, veelal paracetamol en/of een NSAID zoals ibuprofen. Morfine of andere opiaten worden bij fibromyalgie zelden of nooit voorgeschreven en een positief effect daarvan op de klachten is alleen bij een ernstige vorm van fibromyalgie vastgesteld. Lyrica wordt tegenwoordig wel veel voorgeschreven aan fibromyalgiepatiënten.

### Antidepressiva
In sommige gevallen brengen zorgvuldig gekozen antidepressiva verlichting. Meestal worden deze gegeven in een dosis die lager is dan die men geeft aan patiënten met een depressie. Het zoeken naar een geschikt antidepressivum kan wel enige tijd in beslag nemen. Als eerste keus probeert men steeds amitriptyline, dat goede karakteristieken bezit bij fibromyalgie, maar soms pas na twee tot vier weken werkt.

### Cognitieve gedragstherapie
Een belangrijke benadering in de behandeling is het leren omgaan met de chronische pijn, omdat er geen genezend medicijn is. Hiervoor moet de patiënt eerst inzicht krijgen in de complexe samenhang van de vele factoren van de pijnklachten. Met dat inzicht kan de patiënt leren meer controle over de pijn te krijgen. Deze benadering neemt de pijn niet weg, maar zorgt wel dat de impact van de pijn vermindert.

### Bewegingstherapie
"Graded Activity" - Deze behandeling gaat uit van langdurige overbelasting als hoofdoorzaak. Doel is eerst de belasting in balans te brengen met de belastbaarheid of draagkracht van de patiënt om dan door geleidelijke conditietraining de belastbaarheid weer op te bouwen. Hoewel het niet het hoofddoel is, kan bij sommige patiënten de pijn beter hanteerbaar worden door de verbeterde conditie.

### Leren omgaan met stress
Daar psychische stress leidt tot verhoogde spierspanning, kan een positief effect worden bemerkt als een patiënt beter leert omgaan met psychische stress en lichamelijke spierspanning. Ontspanningsoefeningen maken daar deel van uit en zorgen dat de spieren zich ontspannen en kunnen herstellen. Ook floaten kan tot de ontspanningstherapie worden gerekend.

## Alternatieve behandelingen

### Acupunctuur
Er is één klinisch onderzoek gedaan, dat enig effect op moeheid en pijnklachten laat zien middels elektroacupunctuur. De studie, met 50 patiënten waarvan 25 in de behandelgroep, was echter te klein voor definitieve uitspraken. Ook zijn er twijfels over de studie-opzet. In de traditionele Chinese geneeskunde wordt bij de behandeling van fibromyalgie gebruikgemaakt van diverse technieken en kruiden, die in China als geneesmiddelen worden gezien.

### Guaifenesine
Een alternatieve behandeling van fibromyalgie met guaifenesine werd in de jaren 1990 door de Amerikaanse Dr R. Paul St. Amand voorgesteld. Guaifenesine zou helpen omdat het overtollig fosfaat uit het lichaam kan verwijderen. Dit "guaifenesin protocol" is niet door de Amerikaanse Food and Drug Administration erkend. Uit een klinische studie in 1996 bleek dat er geen gunstig effect aan het gebruik van guaifenesine kon toegeschreven worden. In een commentaar op die studie suggereert dr. Bennett dat het gunstige effect bij sommige patiënten waarschijnlijk te danken was aan een "placeborespons" uitgelokt door het enthousiasme en de overredingskracht van dr. St. Amand.
Soms kan guaifenesine dankzij het spierrelaxerend effect wel helpen bij het verlichten van de pijnklachten bij fibromyalgie.

### Chirurgie
Een Duitse arts, Johann Bauer, is van mening dat fibromyalgie veroorzaakt wordt door beknelling van perifere zenuwen, met name in de ledematen, en daarmee een variant zou zijn op het carpaletunnelsyndroom. Hij stelt dat de beknelling operatief verholpen zou kunnen worden. Deze arts beweert dat 93% van inmiddels 5000 patiënten na operatie verlichting van de pijnklachten heeft ervaren (41%) of zelfs geheel van de pijn verlost kon worden (52%), maar wetenschappelijk bewijs hiervan ontbreekt. De Vereniging tegen de Kwakzalverij raadt sterk af om met deze man in zee te gaan.